# Shelvin Mack
Shelvin Mack (Lexington, 22 de abril de 1990) é um jogador norte-americano de basquete profissional que atualmente joga pelo Orlando Magic, disputando a National Basketball Association (NBA).Foi escolhido pelo Washington Wizards na segunda rodada do draft da NBA em 2011.

## Estatística na NBA

### Temporada regular
| Ano     | Equipe       | PJ  | PT | MPP  | %TC  | %3P  | %TL  | RPP | APP | ROB | TPP | PPP  |
| ------- | ------------ | --- | -- | ---- | ---- | ---- | ---- | --- | --- | --- | --- | ---- |
| 2011-12 | Washington   | 64  | 0  | 12.2 | .400 | .286 | .712 | 1.4 | 2.0 | .4  | .0  | 3.6  |
| 2012-13 | Washington   | 7   | 2  | 20.1 | .400 | .308 | .500 | 2.3 | 3.3 | .9  | .0  | 5.3  |
| 2012-13 | Philadelphia | 4   | 0  | 1.8  | .500 | .000 | .000 | .0  | .3  | .0  | .0  | .5   |
| 2012-13 | Atlanta      | 20  | 1  | 13.4 | .488 | .400 | .571 | 1.2 | 2.2 | .5  | .0  | 5.2  |
| 2013-14 | Atlanta      | 73  | 11 | 20.4 | .417 | .337 | .865 | 2.2 | 3.7 | .7  | .0  | 7.5  |
| 2014-15 | Atlanta      | 55  | 0  | 15.1 | .401 | .315 | .806 | 1.4 | 2.8 | .5  | .0  | 5.4  |
| 2015-16 | Atlanta      | 24  | 0  | 7.5  | .421 | .148 | .750 | .9  | 1.6 | .3  | .0  | 3.9  |
| 2015-16 | Utah         | 28  | 27 | 31.4 | .444 | .357 | .735 | 3.8 | 5.3 | .9  | .1  | 12.7 |
| Total   |              | 275 | 41 | 16.6 | .421 | .324 | .768 | 1.8 | 3.0 | .6  | .0  | 6.1  |

### Playoffs
| Ano   | Equipe  | PJ   | PT | MPP  | %TC  | %3P  | %TL  | RPP | APP | ROB | TPP | PPP |
| ----- | ------- | ---- | -- | ---- | ---- | ---- | ---- | --- | --- | --- | --- | --- |
| 2013  | Atlanta | 4    | 0  | 5.5  | .444 | .400 | .000 | 1.8 | 1.8 | .0  | .0  | 2.5 |
| 2014  | Atlanta | 7    | 0  | 16.9 | .404 | .370 | .750 | 1.9 | 3.6 | .6  | .0  | 8.1 |
| 2015  | Atlanta | '10' | 0  | 9.9  | .385 | .286 | .500 | 1.1 | 1.0 | .8  | .0  | 3.9 |
| Total |         | 21   | 0  | 11.4 | .400 | .340 | .667 | 1.5 | 2.0 | .6  | .0  | 5.0 |